# 스투코
스투코(이탈리아어: stucco)는 골재나 분말, 물 등을 섞어 벽돌, 콘크리트, 어도비나 목조 건축물 벽면에 바르는 미장 재료를 말한다. 굳고나면 딱딱해져서 건물의 방화성과 내구성을 높이고 아름답게 만든다.

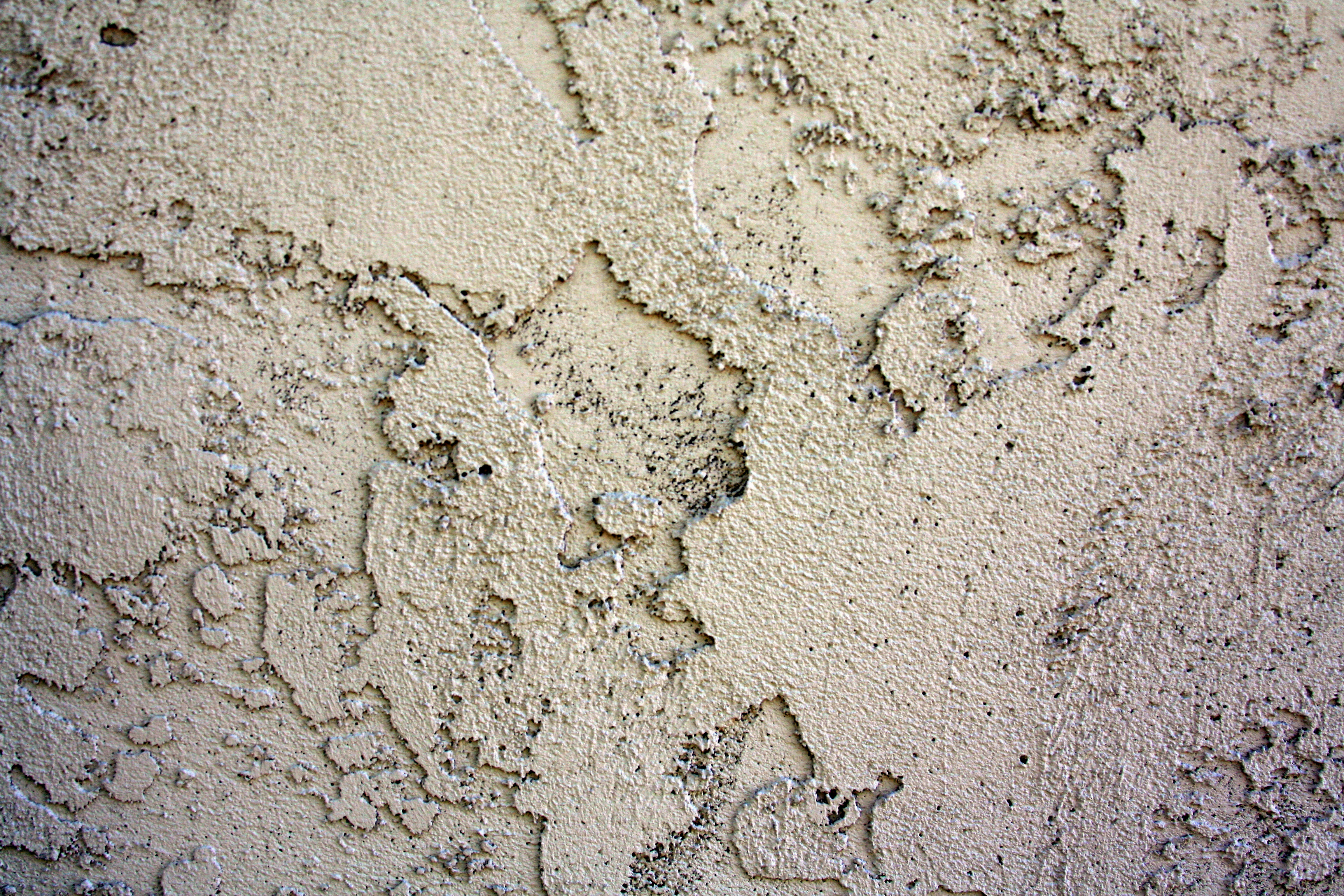
1980년 캘리포니아 건물 바깥벽에 스투코 마감

## 재료와 용도
건축물 실내 벽 마감재로 쓰이는 치장 칡흙이나, 양각 부조로 장식된 작업을 위해서 14세기 이탈리아에서 개발되어 로마와 르네상스 시대에 많이 쓰였던 회반죽을 말한다.
대리석과 비슷한 표면 마무리를 하기 위해, 도벽 재료로 소석회에 대리석분과 점토분을 섞어 만든 미장재료로, 요즈음에는 시멘트 모르터로 만든다. 유럽이나 남미, 북미 대륙 등의 건물 외벽에 흰색 테라코타로 장식하는 마감재료로 많이 쓰인다.

## 역사

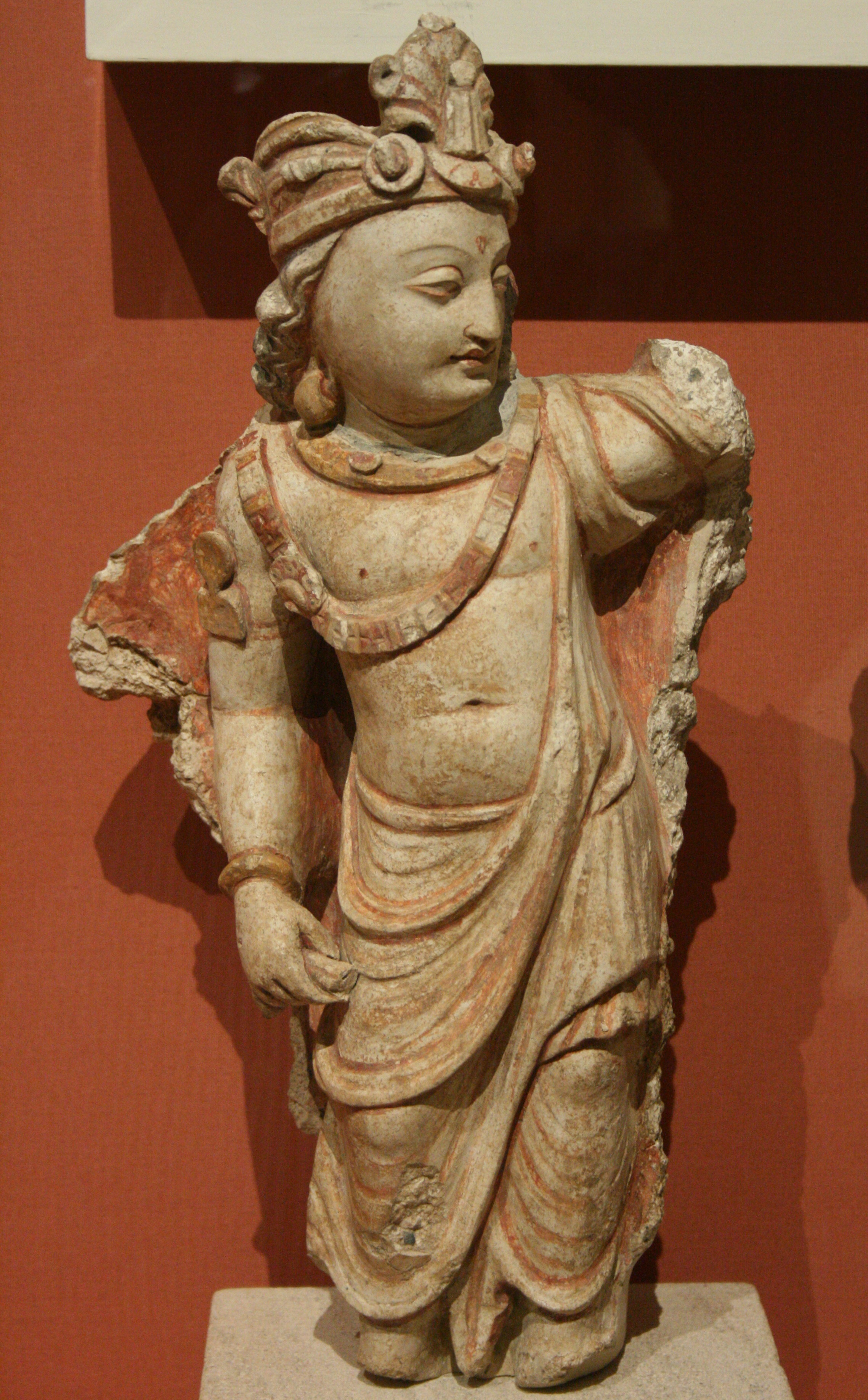
런던 빅토리아앤앨버트 박물관에 있는 간다라 예술 스투코 상

4 ~ 5 세기경에 조각에 적합한 석재를 구하기 힘들었던 탁실라에서는, 석회에 모래 등을 개어서 굳힌 스투코를 써서 간다라 고대 사원의 불상조각을 자유로운 소조 기법으로 만들었다. 주로 실내 벽면에 소조 작품으로 장식되었으며, 재료 특성상 노천에서 오래 보존되기는 힘들므로, 현존하는 작품들은 주로 땅속에 묻혀 있다가 출토된 작품들이다.

## 용어
영어 발음은 /ˈstʌkoʊ/ 로, 스터코, 스타코, 스터코우 등으로도 읽는다.

## 같이 보기
- 모르타르
- 플라스터